# Harry Lloyd
Harry Lloyd (Londres, 17 de novembre de 1983) és un actor anglès, conegut pel seu paper de Jeremy Baines a Doctor Who i sobretot pel paper de Viserys Targaryen a la sèrie de televisió de Game of Thrones.

## Biografia

### Personal
Lloyd va néixer a Londres. És el tatara-tatara net de l'escriptor victorià Charles Dickens per part de la mare, l'editora de llibres infantils Marion Dickens. El seu pare, Jonathan Lloyd, encapçala una agència literària britànica.
Lloyd va ser educat a Eton College i, mentre estudiava allà, va fer el seu debut televisiu a l'edat de 16 anys com a James Steerforth en l'adaptació de la BBC de 1999 de David Copperfield al costat de Daniel Radcliffe. El 2002, va ser elegit com a jove Rivers a Goodbye Mr Chips. Després va passar a estudiar anglès a Christ Church, Oxford, on es va unir a la "Oxford University Dramatic Society" i va aparèixer en algunes de les seves actuacions. Va realitzar una gira pel Japó amb l'obra "The Comedy of Errors" el 2005. Es va graduar a la Universitat d'Oxford el 2005.

### Carrera
El 2007, Lloyd va fer el seu debut profecional a l'escenari a "Trafalgar Studios" a "A Gaggle of Saints" on va tenir molt bones crítiques. Va interpretar a Jeremy Baines, un estudiant el qual la seva ment és controlada per una espècie alienígena anomenada "Family of Blood" (família de sang), als episodis de Doctor Who "Naturalesa humana" i "La família de sang". Lloyd va ser proposat com a possible candidat per interpretar al Doctor quan David Tennant va deixar el paper.
El 2011, Lloyd va aparèixer com a Viserys Targaryen en la sèrie de la HBO Game of Thrones. També va aparèixer a la comèdia de la BBC "Taking The Flak", i com a Herbert Pocket a Great Expectations. Va tenir també, petits paper a Jane Eyre i a La dama de ferro, i va interpretar al fill d'un gangster a "The Fear", estranada el 2012. El 2012, va interpretar Ferdinand, el Duc de Calàbria, a "The Duchess of Malfi" al Old Vic Theatre a Londres. Lloyd s'enfrontarà al seu primer paper protagonista en la pel·lícula "Closer to the Moon", que s'estrenarà el 2013 al Regne Unit.

## Filmografia

### Televisió
| Any       | Títol                     | Paper                         | Notes                               |
| --------- | ------------------------- | ----------------------------- | ----------------------------------- |
| 2005      | Murder Investigation Team | Matt Pattinson                | Temporada 2, capítol 1, "Phone Tag" |
| 2005      | The Bill                  | Matt Richie                   | Capítol 377                         |
| 2006      | Holby City                | Damon Hughes                  | Capítol: "Flight of the Bumblebee"  |
| 2006      | Genie in the House        | Nev                           | Capítol: "Puppy Love"               |
| 2006–2007 | Robin Hood                | Will Scarlett                 | 26 episodes                         |
| 2007      | Doctor Who                | Jeremy Baines / "Son of Mine" | Temporada 3, capítols 8 i 9         |
| 2008      | Heroes and Villains       | Lucas                         | Capítol: "Richard the Lionheart"    |
| 2008      | The Devil's Whore         | Prince Rupert                 | Temporada 1, capítol 1              |
| 2009      | Lewis                     | Peter                         | Capítol: "Counter Culture Blues"    |
| 2009      | Taking the Flak           | Alexander Taylor-Pierce       | 5 capítols                          |
| 2011      | Game of Thrones           | Viserys Targaryen             | Temporada 1, 5 capítols             |
| 2011      | Great Expectations        | Herbert Pocket                | Mini-sèrie de TV                    |
| 2012      | The Fear                  | Matty Beckett                 | 5 capítols                          |

### Pel·lícules
| Any  | Títol                                | Paper                           | Notes |
| ---- | ------------------------------------ | ------------------------------- | ----- |
| 1999 | David Copperfield                    | Jove Steerforth                 |       |
| 2002 | Goodbye, Mr. Chips                   | Jove Rivers                     |       |
| 2009 | Oscar & Jim                          | Gerry                           | Curt  |
| 2011 | The Half-Light                       | "Segon home"                    | Curt  |
| 2011 | Jane Eyre                            | Richard Mason                   |       |
| 2011 | La dama de ferro (The Iron Lady)     | Jove Denis Thatcher             |       |
| 2012 | "The Hollow Crown": Henry IV, Part 1 | Mortimer                        |       |
| 2013 | Closer to the Moon                   | Virgil                          |       |
| 2013 | The Show                             | Geoffrey                        |       |
| 2018 | The Wife                             | Joseph "Joe" Castleman, de jove |       |

### Teatre
| Any  | Títol                                          | Paper                  | Notes                              |
| ---- | ---------------------------------------------- | ---------------------- | ---------------------------------- |
| ?    | Kiss of the Spider Woman                       | Valentin               | Oxford University Dramatic Society |
| ?    | The Comedy of Errors                           | Antipholus of Syracuse | Oxford University Dramatic Society |
| 2008 | The Sea                                        | Willy Carson           | Theatre Royal Haymarket            |
| 2009 | Panorama des del pont (A View From the Bridge) | Rodolpho               | Duke of York's Theatre             |
| 2012 | The Duchess of Malfi                           | Ferdinand              | The Old Vic                        |

## Premis i nominacions
| Any  | Premi                        | Categoria                               | Treball         | Resultat |
| ---- | ---------------------------- | --------------------------------------- | --------------- | -------- |
| 2011 | Premis Scream                | Millor Repartiment                      | Game of Thrones | Nominat  |
| 2011 | Premis del Sindicat d'Actors | Millor Repartiment de televisió - Drama | Game of Thrones | Nominat  |
| 2013 | Premis BAFTA de televisió    | Millor actor de repartiment             | The Fear        | Nominat  |